# Base San Clemente de Ohrid

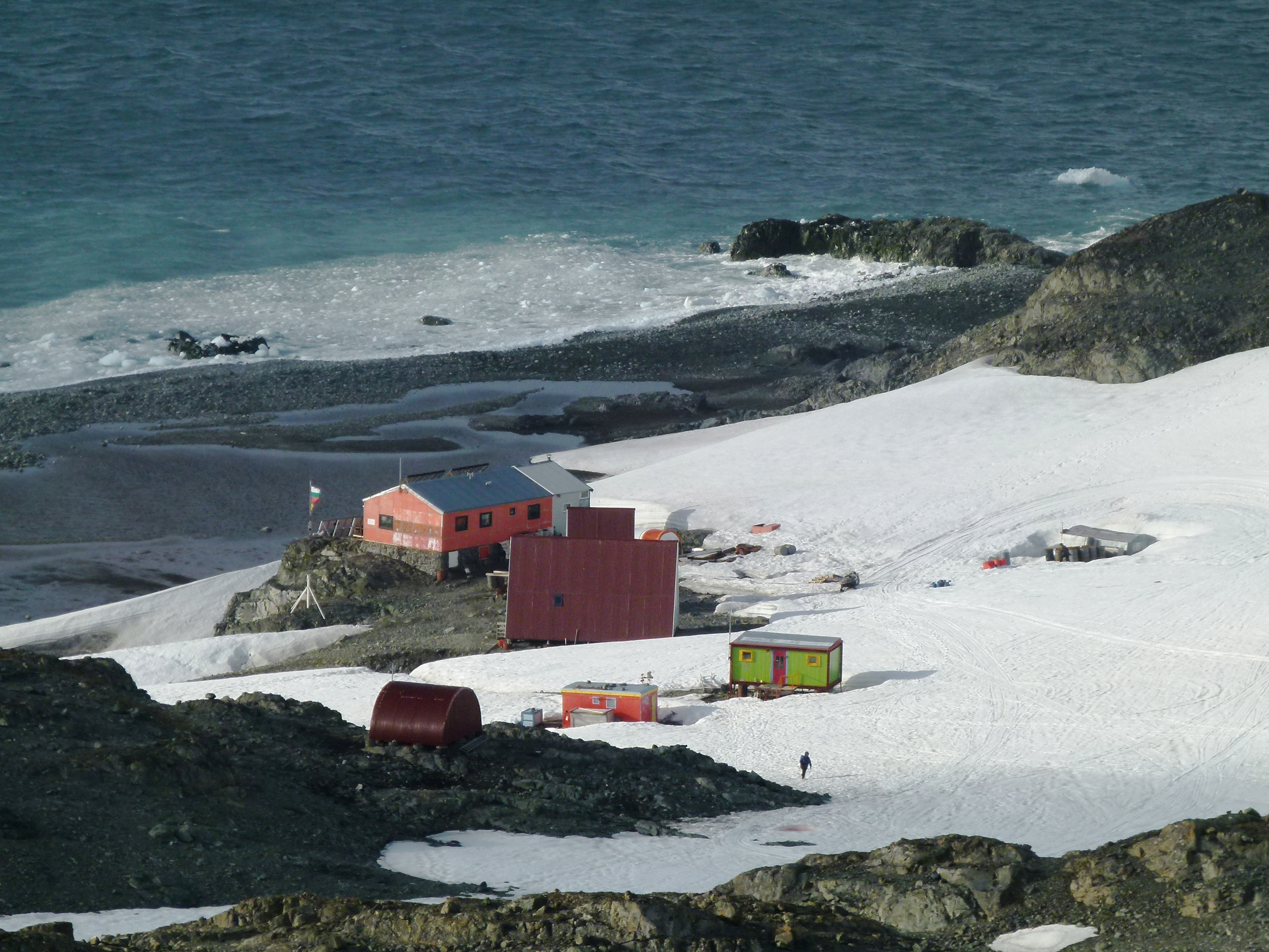
La base en 2012.

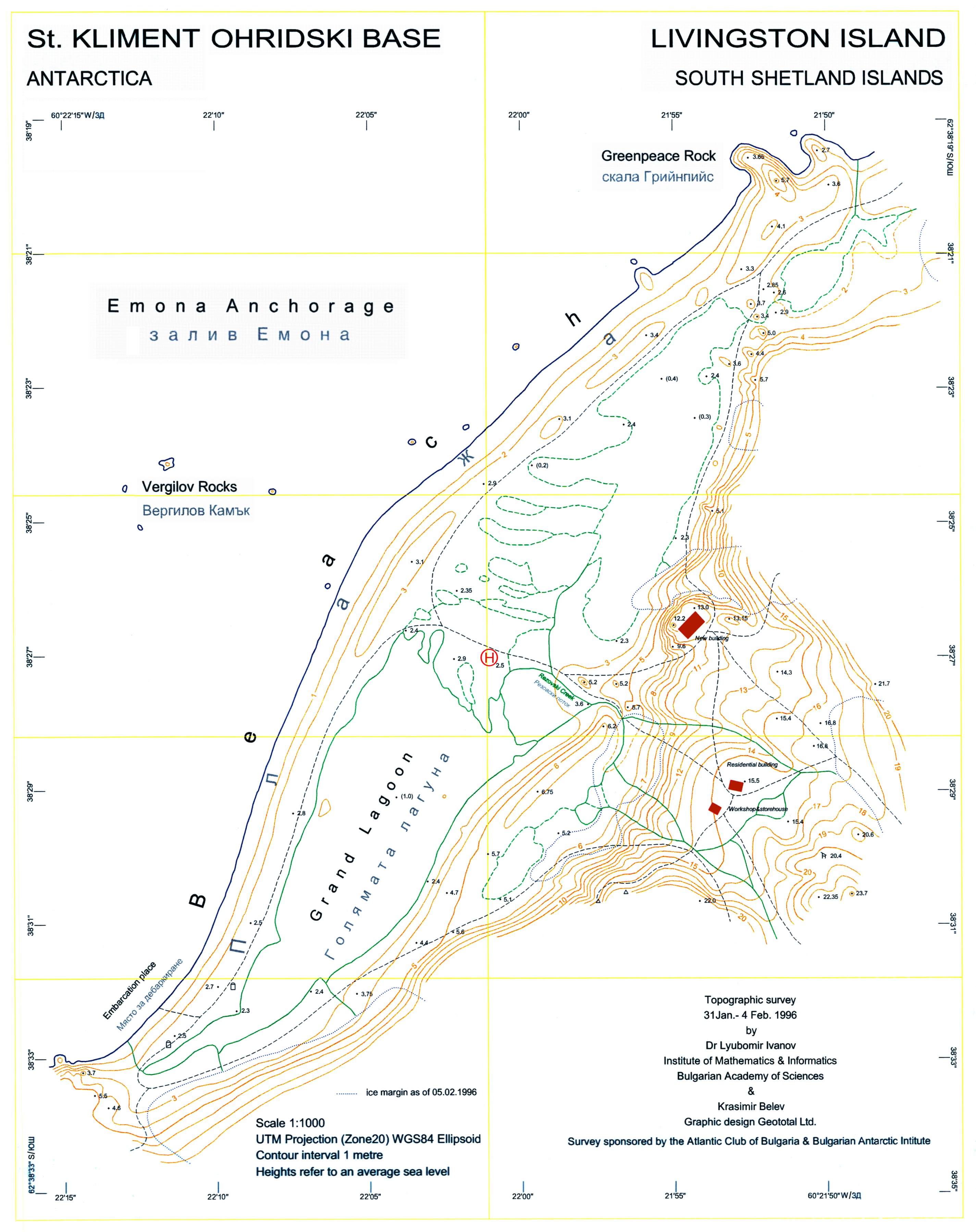
Mapa topográfico del sector de la base, 1996.

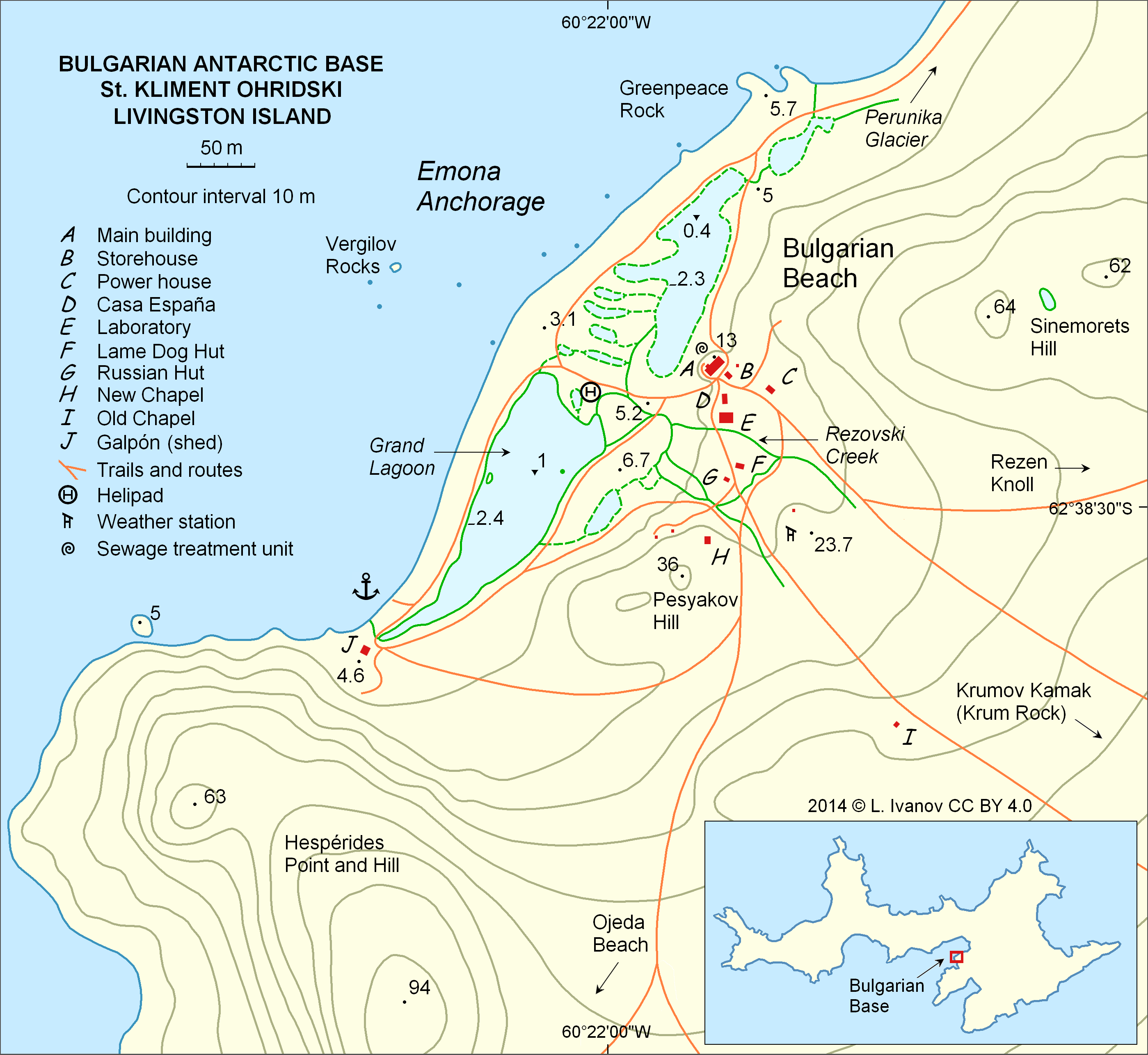
Mapa topográfico del sector de la base, 2014.

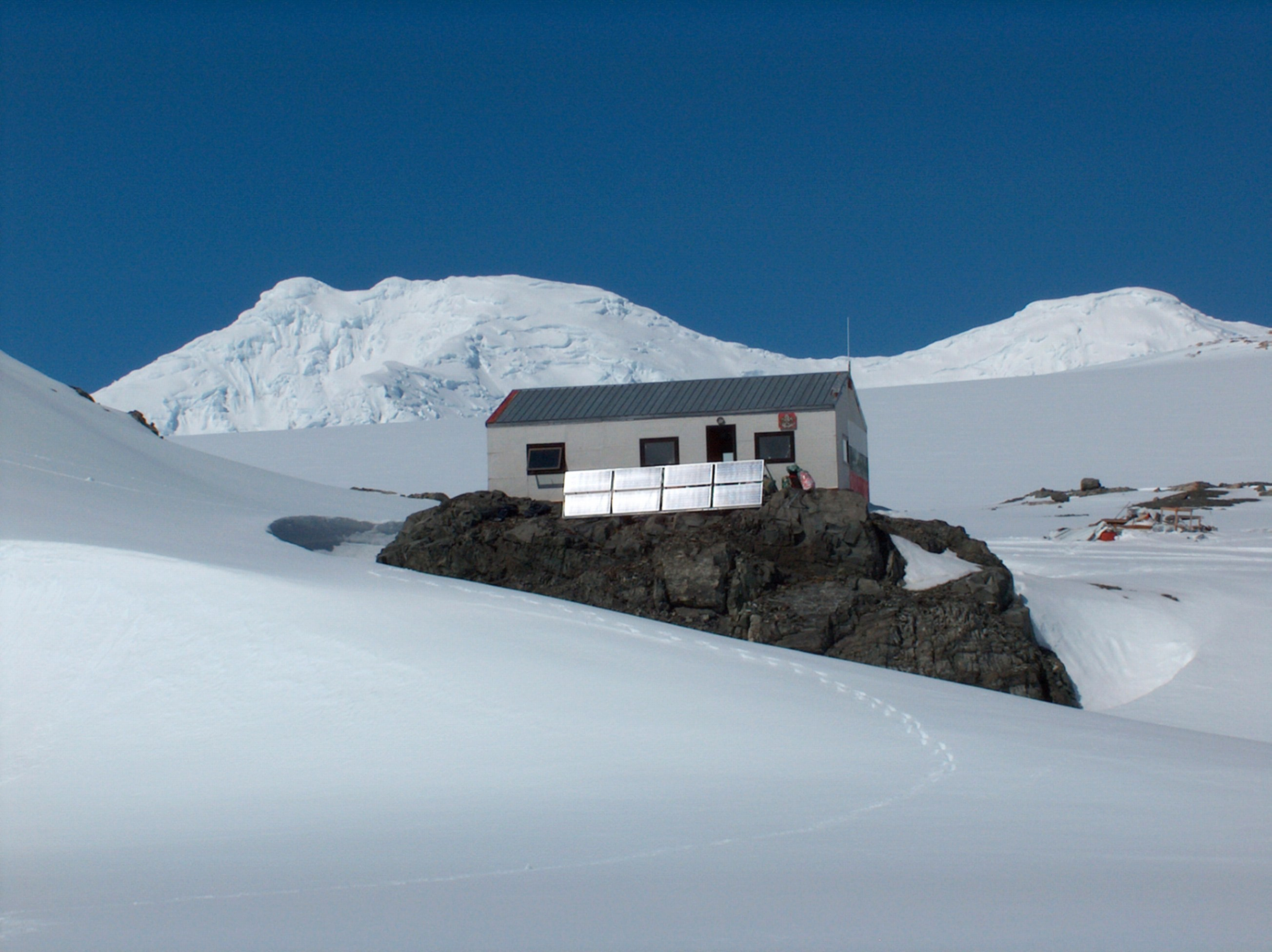
La casa principal de San Clemente de Ohrid.

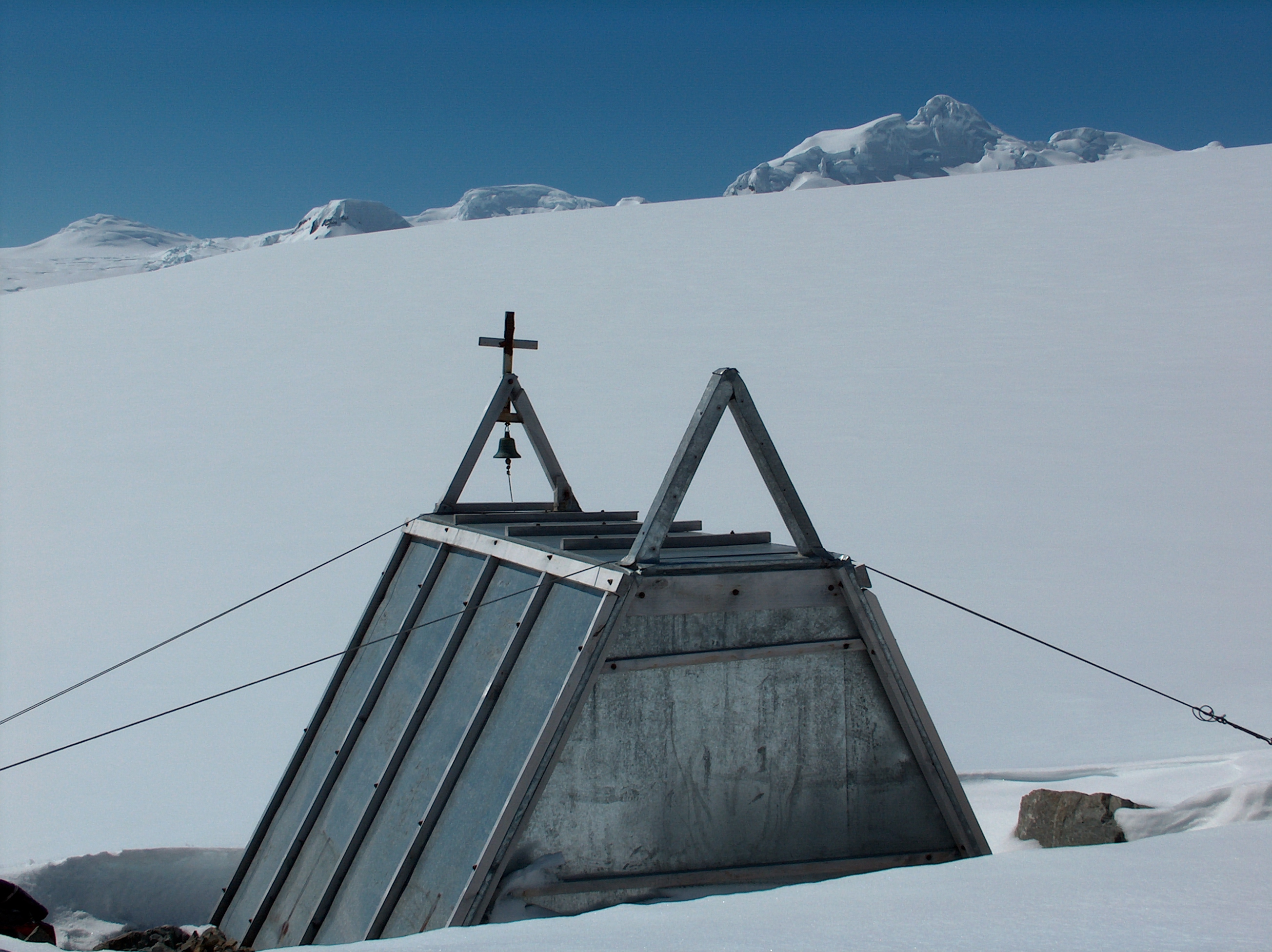
La capilla de San Juan de Rila.

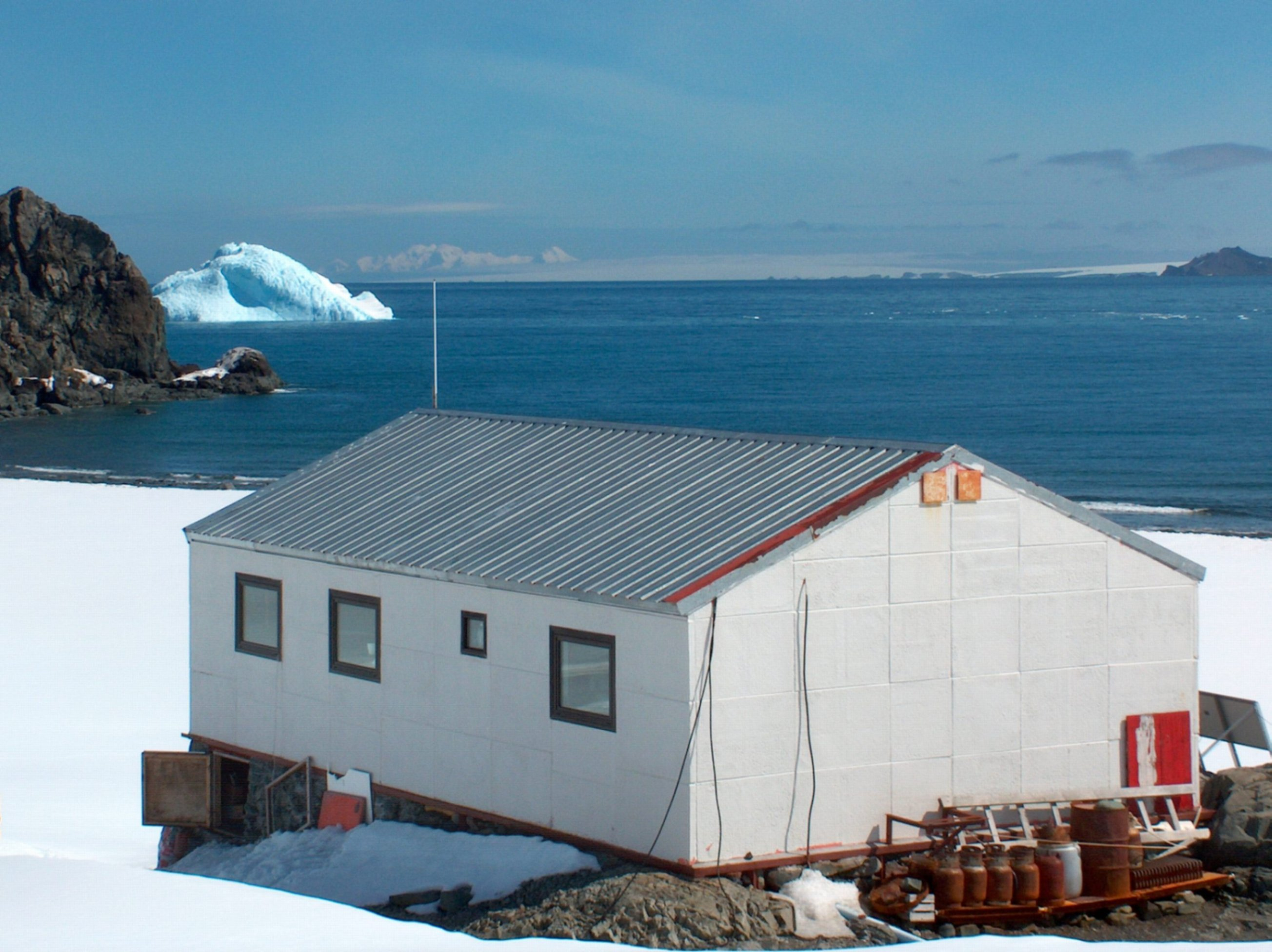
Edificio principal de la base con el fondeadero Emona.

San Clemente de Ohrid (en búlgaro Свети Климент Охридски, transliterado como Svetí Klíment Óhridski) es una base de Bulgaria en la isla Livingston, en las islas Shetland del Sur de la Antártida. La base se llama así en homenaje a Clemente de Ohrid (840-916), un científico prominente y primer obispo búlgaro, que trabajaba para el rey Boris I de Bulgaria.
La base se sitúa a una altura de 12 a 15 m sobre la playa Búlgara, y a 130 m desde el fondeadero Emona en la bahía Sur, que se utiliza para el transporte de personas y carga por los Zodiacs. En verano la base es cruzada por la corriente de Rezovo, que proporciona la provisión del agua.

## Historia
Luego de un intento no exitoso de establecerse en el cabo Vostok en la extremidad norte de la isla Alejandro I, las dos primeras edificaciones prefabricadas de la base, el refugio Universidad de Sofía, fueron establecidas entre el 26 y el 28 de abril de 1988 por un equipo de 4 hombres de la Primera Expedición Antártica Búlgara, soportada logísticamente por el barco soviético Mikhail Somov.
Las instalaciones fueron reformadas e inauguradas como una base de verano el 11 de diciembre de 1993, con el nombre de Base San Clemente de Ohrid. Un programa de expansión incluyó la construcción de un edificio multipropósito entre 1996 y 1998.
La primera capilla ortodoxa en la Antártida, la capilla San Juan de Rila de la Iglesia ortodoxa búlgara, se construyó en 2003. Una oficina de Correo Búlgaro opera a San Clemente de Ohrid desde 1994-1995.
La base es visitada regularmente por los representantes de las instituciones nacionales responsables de las actividades búlgaras en la Antártida, incluido el presidente de Bulgaria Georgi Purvanov en enero de 2005.
San Clemente de Ohrid goza de la ventaja excepcional de varias rutas terrestres convenientes que conducen de la playa Búlgara a una variedad de áreas internas y costeras de la isla Livingston, incluyendo los campos de nieve Balkan y Saedinenie, las crestas Burdick y Pliska, las montañas Tangra y los glaciares Perunika, Huntress, Huron y Kaliakra. La base española Juan Carlos I está situada 2,7 km al sursudoeste, y se alcanza ya sea por mar por botes tipo Zodiac o por una ruta de 5,5 km. El sitio del Campamento Academia está a 11 km al este en las montañas Tangra.
La base es utilizada por científicos de Bulgaria y de otras naciones para las investigaciones de campo de geología, Biología, glaciología, topografía e información geográfica. San Clemente de Ohrid es visitada por cruceros desde punta Hannah, una de los más populares destinos turísticos de la Antártida, situado a 12 km al oeste. 
En 1988 el principal edificio de la base, la Cabaña Perro Cojo, el más viejo de la isla luego de la renovación de la base española en 2009, acoge al Museo de la Isla Livingston, una rama del  Museo Nacional de Historia de Sofía desde octubre de 2012.

### Mapas

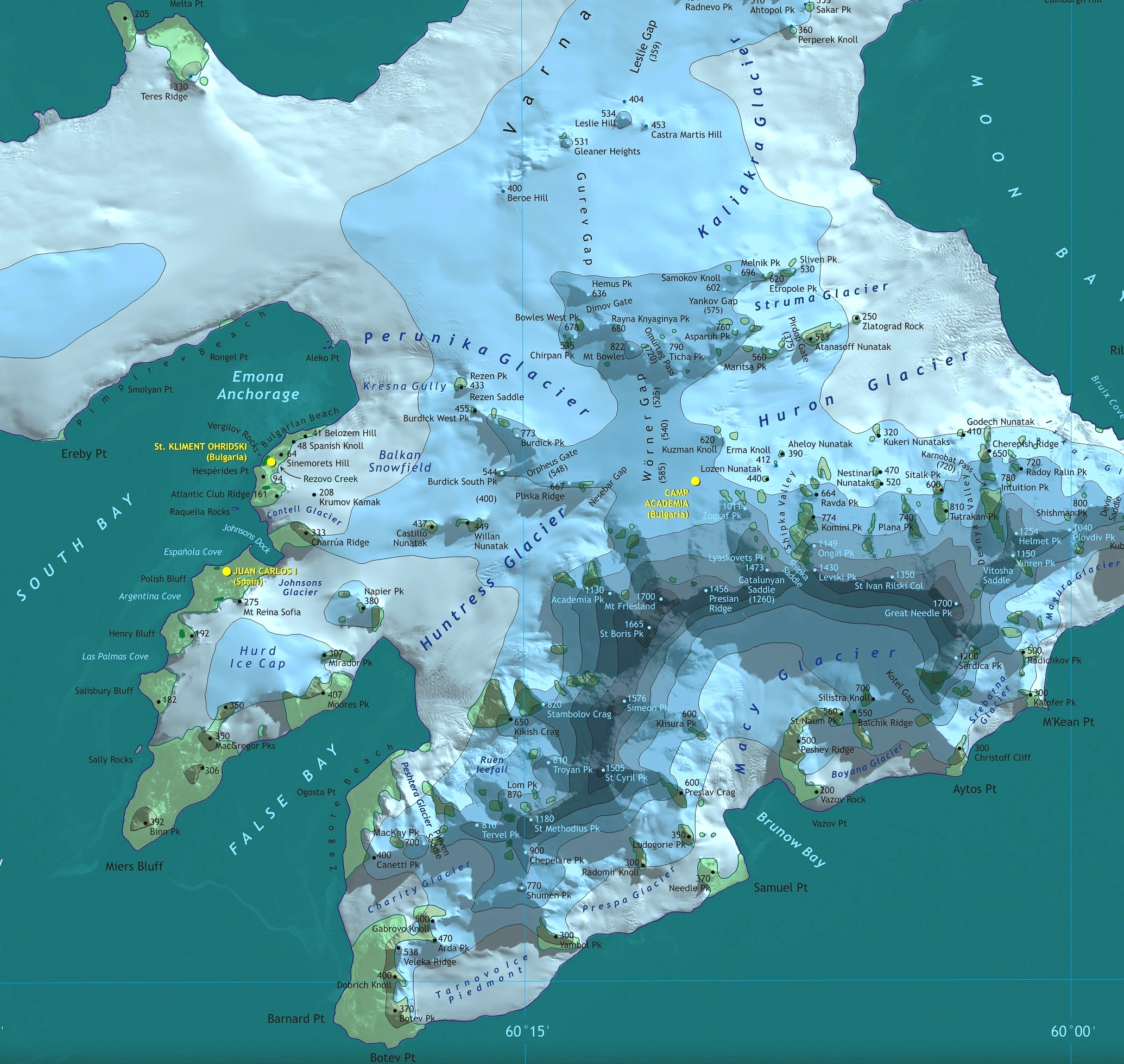
La región central oriental de la Isla Livingston con las bases San Clemente de Ohrid, Juan Carlos I, y Campo Academia.

- Base San Clemente de Ohrid, Isla Livingston, mapa topográfico de escala 1:1000, Proyecto de la Comisión Búlgara para los Topónimos Antárticos, apoyado por el Club Atlántico de Bulgaria y el Instituto Antártico Búlgaro, Sofía, 1996 (El primer mapa topográfico antártico búlgaro, en búlgaro)
- Antarctica: Livingston Island, South Shetland Islands (from English Strait to Morton Strait, with illustrations and ice-cover distribution), 1:100000 scale topographic map, Antarctic Place-names Commission of Bulgaria, Sofia, 2005 (en inglés)
- L.L. Ivanov. Antarctica: Livingston Island and Greenwich, Robert, Snow and Smith Islands. Scale 1:120000 topographic map. Troyan: Manfred Wörner Foundation, 2009.  ISBN 978-954-92032-6-4
- L.L. Ivanov. Antarctica: Livingston Island and Smith Island. Scale 1:100000 topographic map. Manfred Wörner Foundation, 2017. ISBN 978-619-90008-3-0
- Antarctica, South Shetland Islands, Livingston Island: Bulgarian Antarctic Base. Sheets 1 and 2. Scale 1:2000 topographic map. Geodesy, Cartography and Cadastre Agency, 2016. (en búlgaro)

- Datos: Q2071240
- Multimedia: St. Kliment Ohridski Base / Q2071240